# Jáchymov
Jáchymov (tjekkisk udtale: [ˈjaːxɪmof]; tysk: Sankt Joachimsthal eller Joachimsthal) er en kurby i Karlovy Vary-distriktet i regionen Karlovy Vary i Tjekkiet med omkring 2.300 indbyggere.
Den historiske kerne af byen fra det 16. århundrede er velbevaret og beskyttet ved lov som kulturmonument. Det er et omfattende sæt af gotiske patricierhuse fra renæssancen.
Jáchymov har en lang minedriftstradition, hvilket gjorde den til den næstmest folkerige by i Kongeriget Bøhmen i 1534. Først blev der udvundet sølv her. Sølv Joachimsthaler mønter blev præget her siden det 16. århundrede. Efter at Wieliczka-saltminen ophørte med industriel udnyttelse i 2007, blev Svornost-minen (fra 1525) den ældste mine, der stadig er i brug i Europa. Det er også den første og i lang tid den eneste mine i verden, hvor der blev udvundet radium. Minekulturlandskabet i Jáchymov er et UNESCO- verdensarvssted som en del af Erzgebirge/Krušnohoří mineområde.

## Inddeling
Landsbyerne Mariánská, Nové Město, Suchá og Vršek er administrative dele af Jáchymov.

## Etymologi
Byen blev grundlagt i en navnløs dal kaldet på tysk bare Thal (dvs. "dal"). Senere blev den opkaldt Sankt Joachimsthal efter Sankt Joachim, hvilket betyder "Sankt Joachims dal". Det udviklede sig senere til det tjekkiske navn Jáchymov.

## Geografi
Jáchymov ligger omkring 15 km nord for Karlovy Vary, på grænsen til Tyskland. Den ligger i Ertsbjergene, og kommunens område omfatter toppen af det højeste bjerg i hele bjergkæden, Klínovec der er 1.244 moh., og det tredjestørste bjerg, Božídarský Špičák på 1.115 moh. Byen ligger i en højde af 733 meter over havets overflade.

## Historie
I 1512 blev der fundet sølv i området. Landsbyen Jáchymov blev grundlagt af Štěpán Schlick i 1516 under sit tyske navn Joachimsthal. Sølvet fik befolkningen til at vokse hurtigt og gjorde greverne Schlick, hvis ejendele omfattede byen, til en af de rigeste familier i Bøhmen. I 1528 beslaglagde Ferdinand 1. retten til minedrift, og Schlick-familien mistede deres indbringende forretning.
Fra 1520 lod Schlicks præge sølvmønter, som blev kaldt Joachimsthalers. De blev kendt på tysk som Thaler og som tolar på tjekkisk, hvilket via den hollandske daalder eller daler er den etymologiske oprindelse af valutanavnet "dollar".
Jáchymovs berømmelse for malmudvindings- og smelteværker tiltrak sig videnskabelig opmærksomhed fra lægen Georg Bauer (bedre kendt under den latinske form for hans navn, Georgius Agricola) i slutningen af 1527-1531. Han baserede sine banebrydende metallurgiske undersøgelser på observationer lavet her.
I 1534 var Jáchymov den næstmest folkerige by i Kongeriget Bøhmen med omkring 20.000 mennesker.
I 1523 begyndte den protestantiske reformation. I den schmalkaldiske krig (1546–47) var Jáchymov i en periode besat af saksiske tropper. Da modreformationen og genkatoliseringen i 1621 trådte i kraft i byen, migrerede mange lutherske borgere og folk fra bjergene til det nærliggende saksiske Weißserbien.
Efter de Schlesiske krige indtil 1918 var byen en del af den østrigske del af dobbeltmonarkiet Østrig-Ungarn, leder af distriktet med samme navn, og en af de 94 Bezirkshauptmannschaften i Bøhmen.
I det 19. århundrede var byen også stedet for en domstol og et administrativt kontor med ansvar for miner og jernproduktion. Minedriften var stadig betydelig i denne periode. Den blev dels drevet af statsejede og dels af privatejede virksomheder. Foruden sølvmalm (hvoraf der i 1885 blev produceret 227 zentnere (11,35 tons )) blev der også udvundet nikkel-, vismut- og uranmalm. Der var også andre industrier: En enorm tobaksfabrik beskæftigede 1.000 kvinder. Desuden var der fremstilling af handsker og korkpropper og af spolekniplinger. Den 31. marts 1873 brændte byen næsten helt ned.
I slutningen af det 19. århundrede opdagede Maria Skłodowska-Curie i en uraninit- affaldsplads fra Jáchymov malm indeholdende grundstoffet radium, en opdagelse der førte til at hun vandt Nobelprisen i kemi. Indtil Første Verdenskrig var dette den førende kilde til radium i verden.
I 1929 opdagede Dr. Löwy fra Prag, at "mystiske udstrålinger" i minen førte til en form for kræft. Ventilations- og vandingsforanstaltninger blev indført, minearbejdere fik højere løn og længere ferier, men dødsraterne forblev høje.
Efter München-aftalen i 1938 blev Joachimstal annekteret af Nazityskland som en del af det såkaldte Sudeterland. Det meste af den tyske befolkning blev fordrevet i 1945-1946 (se Potsdam-aftalen) og erstattet af tjekkere fra andre dele af landet.
Minedrift efter uranmalm til nukleare projekter fandt sted her mellem 1939 og 1964, først af nazistiske og senere af kommunistiske virksomheder. Det blev bevist, at det uran, der blev udvundet her, blev brugt i det tyske atomvåbenprogram i deres i sidste ende mislykkede søgen efter at bygge en atomreaktor. I tiden med nazistisk besættelse og kommunisme blev der etableret store fangelejre i og omkring byen. Sovjetiske krigsfanger arbejdede her først, og efter 1948 politiske og andre fanger. Modstandere af det nye regime (stalinisme) blev tvunget til at udvinde uranmalm under meget barske forhold: den gennemsnitlige forventede levetid i Jáchymov i denne periode var 42 år. Uranudvindingen ophørte i 1964.
Minerne er i dag (med undtagelse af Svornost) ikke længere i drift, og for eksempel er der i Eduard-mineanlægget nu et sportskompleks med en skiskydebane. Der er radioaktive termiske kilder i Svornost-minen, bruges under lægeligt tilsyn til behandling af nervøse- og gigtlidelser.

## Spa
I 1864 blev en kilde med radonrigt vand opdaget i Jáchymov. Verdens første radonbad blev grundlagt i Jáchymov i 1906 og sluttede sig til de eksisterende kurbade i regionen såsom Karlovy Vary, Františkovy Lázně og Mariánské Lázně.
De tilbudte behandlinger dækker over en række neurologiske lidelser og hudsygdomme samt forskellige muskel- og skeletlidelser såsom slidgigt og ankyloserende spondylitis. Radonbadene påstås endvidere at forbedre forholdene for patienter med diabetes, gigt og tilstande som følge af komplikationer til skader og operationer.